# Norra Vrams kyrka
Norra Vrams kyrka är en kyrkobyggnad i Norra Vram. Den är församlingskyrka i Bjuvs församling i Lunds stift.

## Kyrkobyggnaden
Kyrkans äldsta delar härstammar från 1100-talet och bestod då av långhus, kor och absid. En liten tid senare byggdes tornets nedre del.
Senare under medeltiden förlängdes långhuset österut, två vapenhus byggdes i norr och söder, kor och absid revs och resten av tornet byggdes. Valv slogs och en numera riven sakristia byggdes.
Senare har vapenhus och sakristia ersatts av korsarmar och en ny sakristia.
Det har funnits kalkmålningar i kyrkan utförda av Everlövsmästaren under sent 1400-tal.
Kyrkogården inhägnas av kallmur.

## Inventarier
- Predikstolen och dopfunten är båda från 1600-talet.
- Det finns två dopfat i mässing, ett från 1400-talet och ett från 1600-talet, båda är tillverkade i Tyskland.
- Altartavlan målades 1852 av Carl Teodor Staaf. Flera av ornamenten på tavlan gjordes av ortens lokale skollärare B. F. Kohrtz, boende vid foten av bergshöjden s. k. Hallahuvudet i Norra Vrams socken. Mer utfordrande då han bara hade en vänsterarm att arbeta med. Han tillverkade även avancerade väggur.[2]
- Förr fanns ett urverk i kyrktornet, men det togs bort 1885.
- Kyrkklockorna finns kvar och har funnits där länge. Den största göts 1489.
- Vindflöjeln av koppar är tillverkad 1745.

### Orgel
- 1764 byggde Jonas Wistenius, Linköping en orgel med 10 stämmor.
- 1875 byggde Knud Olsen, Köpenhamn en orgel med 8 stämmor.
- 1902 byggde Johannes Magnusson, Göteborg en orgel.
- 1947 byggde Bo Wedrup, Uppsala en orgel med 9 stämmor.
- Den nuvarande orgeln byggdes 1964 av A. Mårtenssons Orgelfabrik AB, Lund och är en mekanisk orgel. Fasaden är från 1875 års orgel.

| Manual I      | Manual II      | Pedal            | Koppel |
| Rörflöjt 8'   | Gedackt 8´     | Subbas 16´       | I/P    |
| Principal 4'  | Koppelflöjt 4' | Gedacktpommer 8´ | II/P   |
| Gemshorn 2'   | Kvintadena 2'  | Spetsflöjt 4'    | II/I   |
| Mixtur 3 chor | Scharf 2 chor  |                  |        |
|               | Krumhorn 8'    |                  |        |